# Ziemsko
Ziemsko (niem. Zamzow) – wieś w Polsce położona w województwie zachodniopomorskim, w powiecie drawskim, w gminie Drawsko Pomorskie. W latach 1975–1998 miejscowość administracyjnie należała do województwa koszalińskiego. W roku 2007 wieś liczyła 42 mieszkańców. Miejscowość wchodzi w skład sołectwa Mielenko Drawskie. Najbardziej na zachód położona miejscowość gminy.

## Geografia
Wieś leży ok. 8,5 km na zachód od Mielenka Drawskiego, ok. 3 km na południe od drogi krajowej nr 20 ze Stargard do Gdyni, ok. 4 km na północ od poligonu drawskiego, przy byłej wąskotorowej linii kolejowej Stara Dąbrowa - Drawsko Pomorskie.
Ok. 0,8 km na północny wschód od Ziemska znajduje się wzniesienie Chmielinek.

## Historia
W czasie II wojny światowej Niemcy utworzyli we wsi podobóz pracy przymusowej obozu jenieckiego Stalag II D. W dniu 2 marca 1945 do Ziemska wkroczyłi żołnierze 3 Armii Uderzeniowej 1 Frontu Białoruskiego Armii Czerwonej kończąc w miejscowości panowanie reżimu III Rzeszy i umożliwiając jej włączenie w granice Polski Ludowej.

## Zabytki
Do wojewódzkiego rejestru zabytków wpisany jest:
- park pałacowy z pierwszej połowy i końca XIX wieku, pozostałość po pałacu

inne obiekty:
- nieczynne lotnisko wojskowe o dł. pasa startowego 2 250 m i szer. 30 m znajduje się w Ziemsku.